# Janet Leigh
Janet Leigh (6. lipnja 1927. – 3. listopada 2004.) je bila američka glumica.

## Životopis

### Rani život
Jedino dijete Helen Lite i Fredericka Roberta Morrisona, Leigh je rođena kao Jeanette Helen Morrison u Mercedu, Kaliforniji, no odrasla je u Stocktonu. Godine 1945. otkrila ju je glumica Norma Shearer, čiji je pokojni suprug Irving Thalberg bio izvršni direktor u filmskim studijima Metro-Goldwyn-Mayer. Shearer je pokazala Janetinu sliku s obiteljskog odmora agentu za filmske talente Lewu Wassermanu. Nakon što joj je Wasserman dogovorio ugovor s MGM-om, Janet je napustila sveučilište Pacific gdje je studirala glazbu i psihologiju. Profesorica glume joj je bila veteranka Lillian Burns.

### Karijera
Leigh je ostvarila svoj filmski debi u "The Romance of Rosy Ridge" 1947. godine kao ljubavna partnerica lika Vana Johnsona. Dobila je ulogu dok je izvodila govor lika glumice Phyllis Thaxter iz filma "30 sekundi iznad Tokya". Za vrijeme snimanja, Janet je prvo kreditirana kao "Jeanette Reames", potom kao "Janet Leigh" te naposljetku kao "Jeanette Morrison" s obzirom na to da je "Janet Leigh" previše sličilo imenu glumice Vivien Leigh. Johnsonu se nije svidjela promjena imena i odlučeno je da će njeno umjetničko ime ostati "Janet Leigh". Leigh je napustila fakultet kako bi se posvetila filmskoj karijeri, no upisala je večernju školu na Sveučilištu Južne Kalifornije 1947. godine.
Odmah nakon izdanja, Leigh je dobila ulogu u filmu "If Winter Comes" u kojem su nastupali i Walter Pidgeon i Deborah Kerr. Zahvaljujući velikom uspjehu "The Romance of Rosy Ridge", Leigh i Johnson su trebali ponovno odigrati par u filmu "The Life of Monty Stratton" 1947. godine. Projekt je odgođen i izdan dvije godine kasnije, ovaj put pod imenom "The Stratton Story" s Jamesom Stewartom i June Allyson. Još jedan film u kojem je Leigh trebala glumiti, no naposljetku je zamijenjena je "Alias a Gentleman". Pred kraj 1947. godine, Leigh je snimala film o Lassieju "Hills of Home", prvi film u kojem je kreditirana kao glavna uloga. Uslijedili su mnogi filmovi, od kojih valja izdvojiti mjuzikl komediju "My Sister Eileen" u kojoj su uz Janet nastupali i Jack Lemmon, Betty Garrett i Dick York, kao i dramu "Male žene". Svoju svestranost pokazala je glumeći u filmovima kao što su "Angels in the Outfield" 1951. i vesternu "The Naked Spur" 1953. godine.
Janetina najpoznatija uloga je ona moralno nesigurne Marion Crane u Hitchcockovom filmu "Psiho", gdje je snimila jednu od najpoznatijih filmskih scena (smrt pod tušem). Za tu je ulogu dobila Zlatni globus za najbolju sporednu glumicu i bila je nominirana za filmsku nagradu Oskar u istoj kategoriji. Nakon te uloge, vrata Hollywooda su joj bila širom otvorena i nastupala je u hvaljenim filmovima kao što su "Dodir zla" Orsona Wellesa, "Manžurijski kandidat" s Frankom Sinatrom i mjuzikl "Bye Bye Birdie".
Sa svojim trećim suprugom Tonyjem Curtisom igrala je u pet filmova: "Houdini", "The Black Shield of Falworth", "The Vikings", "The Perfect Furlough" i "Who Was That Lady?". Godine 1975., Janet je odigrala lik umirovljene hollywoodske pjevačice i plesačice u epizodi kriminalističke serije "Inspektor Kolumbo". Također je nastupala u dva horor filma zajedno s kćerkom Jamie Lee Curtis, "Magla" i "Noć vještica: 20 godina poslije".
Leigh je također bila i autorica četiri knjige. Njena prva, memoar "There Really Was a Hollywood", je bila bestseler. Uslijedili su romani "House of Destiny" i "The Dream Factory", kao i "Psycho: Behind the Scenes of the Classic Thriller". 

### Privatni život
U dobi od 16 godina, Janet se udala za Johna Kennetha Carlislea 1943. godine. Brak je poništen iste godine. Godine 1946. udaje se za Stanleya Reamesa od kojeg se razvodi dvije godine kasnije. Leigh se udala za svog trećeg supruga, glumca Tonyja Curtisa 4. lipnja 1951. Imali su dvoje djece, kćerke Kelly i Jamie. Nakon razvoda od Tonyja 1962., Janet se udala za Roberta Brandta u Las Vegasu. Ostali su u braku sve do njene smrti 2004. godine. 
Glumica je nagrađena počasnim doktoratom likovne umjetnosti sveučilišta Pacific u Stocktonu 14. svibnja 2004.

### Smrt
Janet Leigh je preminula u svom domu 3. listopada 2004. godine od posljedica srčanog infarkta. 

## Vanjske poveznice
- Janet Leigh u internetskoj bazi filmova IMDb-u (engl.)
- Janet Leigh na TVGuide.com
- Reelclassics.com Page  Arhivirana inačica izvorne stranice od 1. veljače 2017. (Wayback Machine)